# Ербијум
Ербијум (Er, лат. erbium) је хемијски елемент из групе лантаноида са атомским бројем 68. Он је један од четири хемијска елемента који су добили име по шведском селу Итерби. Ербијум је заступљен у земљиној кори у количини од 3,8 ppm. Најважнији његови минерали су монацит  и . Изгледа је сребрнасто-белог, чврсти метал, који је вештачки изолован, а природни ербијум може се пронаћи само у хемијским једињењима са другим елементима на Земљи. Као такав, он спада у ретке земне елементе који су повезани са другим ретким елементима у минералу гадолиниту из шведског насеља Итербија. Осим њега, још три хемијска елемента добила су име по овом насељу.
Основна употреба ербија укључује његове ружичасто обојене Er3+ јоне, који имају оптичке флуоресцентне особине делимично корисне у одређеним ласерским апликацијама. Стакло допирано ербијумом или кристалима може се користити као оптички медијум за амплификовање, где се јони ербијума (III) оптички упумпавају при око 980 nm или 1480 nm те емитују светлост на 1530 nm у стимулираној емисији. Овај процес резултира необично једноставним механичким ласерским оптичким појачивачем за сигнале који се преносе оптичким влакнима. Таласна дужина од 1550 nm посебно је важна за оптичке комуникације, јер стандардно појединачно оптичко влакно има минимални губитак на овој одређеној таласној дужини. Осим у ласерима с оптичким влакнима, велики број медицинских апликација (као што су дерматолошке и стоматолошке) користе емисију јона ербијума на 2940 nm (Er:YAG ласер), који се јако добро апсорбира у води садржаној у ткивима, што овом ласеру даје врло површне ефекте. Такво плитко деловање ласерске енергије на ткиво врло је корисно у ласерској хирургији.

## Историја
Ербијум (од назива шведског села Итерби) је открио Карл Густаф Мосандер 1843. године. Мосандер је издвојио итрију из минерала гадолинита у три фракције које је он назвао итрија, ербија и тербија. Нови елемент је назвао по селу Итербију гдје су се налазиле велике концентрације итрије и ербије. Ербија и тербија су се често забуном погрешно идентификовале између себе. Након 1860. године, тербија је преименована у ербија, а након 1877. године оно што је раније било познато као ербија добило је име тербија. Прилично чисти Er2O3 су независно један од другог изоловали Жорж Урбен и Чарлс Џејмс 1905. године. Доста чешћи метал није произведен све до 1934. године када су Клем и Бомер редуковали анхидрисани хлорид са парама калијума. Тек у 1990-им цена ербијум-оксида кинеске производње је опала у довољној мери да се ербијум почне разматрати као боја за уметничко стакло.

## Особине

### Физичке
Валенција ербијума је 3, чисти метални ербијум је кован, мекан метал, стабилан у присуству ваздуха и лако се обликује. Не оксидује брзо попут неких других ретких земних метала. Његове соли су ружичасте, а елемент има карактеристичне оштре врпце апсорпцијског спектра у видљивој, ултраљубичастој и близу инфрацрвене светлости. По осталим особинама углавном је попут осталих ретких земних метала.
Његов сесквиоксид назива се ербија. Особине ербијума су у извесном степену одређене врстом и количином нечистоћа које се у њему налазе. Није познато да ли ербијум има неку биолошку улогу, али се сматра да у одређеној мери стимулише метаболизам. На температури испод 19 K испољава феромагнетске особине, на температурама између 19 и 80 K је антиферомагнетичан, док је изнад 80 K парамагнетичан.
Ербијум може формирати атомски кластер  у облику пропелера, где је удаљеност између атома ербијума 0,35 . Такви кластери могу се изоловати тако што се окруже молекулом фулерена, што је и потврђено посматрањима електронским трансмисијским микроскопом.

### Хемијске
Метални ербијум полако тамни у присуству ваздуха и лако гори дајући ербијум(III) оксид:
Ербијум је јако електропозитиван и полако реагује са хладном водом а релативно брзо са врућом водом, те даје ербијум хидроксид:
Метални ербијум реагује са свим халогеним елементима:
 [ружичаст]
 [љубичаст]
 [љубичаст]
 [љубичаст]
Ербијум се лако раствара у разблаженој сумпорној киселини и формира растворе који садрже хидратизоване јоне Er(III), који постоје као ружичасто-црвени  хидратисани комплекси:

### Изотопи
Ербијум који се налази у природи састоји се из 6 стабилних изотопа:  и 170 од који је изотоп 166Er има највећи удео (око 33,503%). До данас је познато 29 радиоизотопа, од којих је најстабилнији изотоп 169 са временом полураспада од 9,4 дана, те изотоп 172 са полувременом распада од 49,3 сати. Осим ових, нешто стабилнији су и изотопи 160 са полувременом распада од 28,58 сати, 165 са полувременом распада од 10,36 сати и 171 са полувременом распада од 7,516 сати. Сви остали радиоактивни изотопи имају времена полураспада краћа од 3,5 сата, а већина ових изотопа чак и краћа од 4 минуте. Овај хемијски елемент има и 13 нуклеарних изомера, од којих је најстабилнији  са временом полураспада од 2,269 секунди.
Изотопи ербијума имају атомску масу између 142,9663 u (143Er) и 176,9541  (177Er). Примарни начин распада код изотопа са мањом атомском масом од изотопа 166Er је електронски захват, а најзаступљенији начин распада код тежих изотопа је бета распад. Примарни производ распада пре изотопа 166 су изотопи елемента 67 (холмијум), а примарни производи изотопа након 166 су изотопи елемента 69 (тулијум).

## Распрострањеност
Концентрација ербијума у Земљиној кори се процењује на око 2,8 , а у морској води на око 0,9 . Са оволиком концентрацијом, ербијум се налази на приближно 45. месту најраспрострањенијих елемената у Земљиној кори. Као и други ретки земни метали, овај елемент се никад не може наћи у слободном елементарном стању, већ углавном у рудама монацитног песка. У прошлости је било врло тешко и скупо одвајати ретке земне метале један од другог из њихових руда, али након што је развијена техника производње на бази јонске размене крајем 20. века, значајно је снизило трошкове производње свих ретких земних метала и њихових хемијских једињења.
Основни комерцијални извори ербијума су из минерала ксенотима и еуксенита, те однедавно путем јонске адсорпције глине из јужне Кине; што је довело Кину на позицију највећег и основног глобалног добављача овог елемента. У верзијама ових рудних концентрата са високим уделом итријума, на итријум отпада око две трећине укупне тежине, док на ербијум око 4 до 5%. Када је концентрат растворен у киселини, руда ербијума ослобађа довољно јона елементарног ербијума да се раствор обоји у карактеристичну ружичасту боју. Ова боја се понаша слично као што су Мосандер и други рани истраживачи лантаноида приметили у својим екстрактима минерала гадолинита из Итербија.
Најважнији минерали ербијума су: 
- монацит  и
- бастанезит

## Токсичност
Ербијум је мало токсичан ако се прогута, али једињења ербијума нису токсична. Метални ербијум у облику прашине представља опасност од пожара и експлозије.